# مون سانگ مین
مون سانگ-مین (کره‌ای: 문상민؛ زادهٔ ۱۴ آوریل ۲۰۰۰) بازیگر اهل کره جنوبی است. او به خاطر ایفای نقش شاهزاده بزرگ سونگنام در زیر چتر ملکه (۲۰۲۲) به شهرت رسید.

## اوایل زندگی و تحصیلات
مون سانگ مین زادهٔ ۱۴ آوریل ۲۰۰۰ در چئونگ‌جو، استان چونگچئونگ شمالی، کره جنوبی است. اعضای خانوادهٔ او شامل پدر و مادر و یک برادر بزرگتر است. او از دپارتمان مدل فشن در مدرسه هانلیم فارغ‌التحصیل شد و اکنون دانشجوی دانشگاه سونگ کیون کوان است.

## فیلم‌شناسی

### مجموعه تلویزیونی
| سال  | عنوان         | نقش                  | منابع             |
| ---- | ------------- | -------------------- | ----------------- |
| ۲۰۲۲ | زیر چتر ملکه  | شاهزاده بزرگ سونگنام | [ ۴ ] [ ۵ ] [ ۶ ] |
| ۲۰۲۴ | عروسی غیرممکن | لی جی هان            |                   |

### مجموعه اینترنتی
| سال  | عنوان                              | نقش          | منابع       |
| ---- | ---------------------------------- | ------------ | ----------- |
| ۲۰۱۹ | ۴ دلیل برای اینکه از کریسمس متنفرم | یوم سه جین   | [ ۵ ] [ ۶ ] |
| ۲۰۲۰ | رنگ‌های زمان تو                     | جونگ وو      | [ ۶ ] [ ۷ ] |
| ۲۰۲۰ | شاهزاده پری دریایی: آغاز           | جو آه سو     | [ ۵ ] [ ۶ ] |
| ۲۰۲۱ | نام من                             | کو گون پیونگ | [ ۵ ] [ ۶ ] |
| ۲۰۲۳ | وظیفه پس از مدرسه                  | وانگ ته مان  | [ ۸ ]       |